# Aeroportul Ngukurr
Aeroportul Ngukurr (IATA: RPM, ICAO: YNGU) este un aeroport din Teritoriul de Nord, Australia.
Situat la o altitudine de 14 m, aeroportul dispune de o singură pistă.